# Daniël Coens
Daniël Coens (ur. 3 sierpnia 1938 w Beernem, zm. 15 lutego 1992 w Roeselare) – belgijski oraz flamandzki polityk, socjolog i samorządowiec, parlamentarzysta, minister w rządzie federalnym i regionalnym.

## Życiorys
Działał w katolickiej organizacji studenckiej KSA. Kształcił się w szkole średniej w Brugii, w latach 1957–1961 studiował na Katolickim Uniwersytecie w Lowanium, na którym uzyskał licencjat z nauk politycznych i społecznych ze specjalizacją w dziedzinie socjologii. Pracował jako wykładowca socjologii. Dołączył do partii chadeckiej, po podziale ugrupowania PSC-CVP działał we flamandzkiej Chrześcijańskiej Partii Ludowej. W 1970 został radnym Sijsele, a rok później burmistrzem tej miejscowości. Od 1977 do 1992 był burmistrzem Damme.
Od 1961 do czasu swojej śmierci w 1992 sprawował mandat posła do Izby Reprezentantów. Od 1971 zasiadał w Cultuurraad, a od 1980 do 1992 w nowo powołanej Radzie Flamandzkiej. Był członkiem rządów federalnych, którymi kierowali Wilfried Martens i Mark Eyskens. Pełnił funkcję sekretarza stanu do spraw Regionu Flamandzkiego (1979) oraz do spraw tego regionu i wspólnoty flamandzkiej (1979–1980). Od października 1980 do grudnia 1981 zajmował stanowisko ministra współpracy rozwojowej. Od grudnia 1981 do maja 1988 był ministrem edukacji. W latach 1988–1992 zasiadał w rządzie regionalnym Gastona Geensa, odpowiadając w nim za edukację.
Był ojcem polityka Joachima Coensa.